# Switch (BDSM)
Con il termine switch, nell'ambito della comunità di coloro che praticano il BDSM, si identificano coloro che non optano in modo esclusivo per il ruolo di dominante (Master o Mistress) oppure di sottomesso (slave), ma a seconda dei casi vivono la propria sessualità nell'uno o nell'altro ruolo.
A differenza del ruolo di dominante o di sottomesso, considerati come ruoli stabili, lo switch non assume un ruolo definito all'interno della relazione sessuale; nella quotidianità di essa, quindi, egli tenderà a manifestare di volta in volta atteggiamenti remissivi, dominanti o neutri a seconda dei casi.